# Lascăr Catargiu
Pour les articles homonymes, voir Catargiu.
Lascăr Catargiu (né le 1er novembre 1823 à Iași mort le 11 avril 1899 à Bucarest) est un homme d'État roumain. Il est président du Conseil des ministres des Principautés unies de Moldavie et de Valachie puis du Royaume de Roumanie à quatre reprises en 1866, de 1871 à 1876, en 1889 et de 1891 à 1895.

## Biographie
Issu d'une famille de Valachie dont les ancêtres ont été expulsés au XVIIe siècle par le prince Matthieu Basarab, il est nommé préfet de police de Iași de 1849 à 1856. En 1857 il est membre de l'assemblée de Moldavie appelée à se prononcer sur la fusion de la Moldavie et de la Valachie en accord avec le traité de Paris de 1856. Il est le candidat des conservateurs pour l'accession au trône des Principautés unies de Moldavie et de Valachie en 1859. Durant le règne d'Alexandre Jean Cuza il est un des leaders de l'opposition formée de l'alliance des conservateurs avec les libéraux-radicaux. À l'accession au pouvoir de Carol Ier en mai 1866, il est nommé Premier ministre le 11 mai 1866 mais, échouant à s'entendre avec les libéraux, il démissionne le 13 juillet 1866.